# ジュディス・マリナ
ジュディス・マリナ（Judith Malina、1926年6月4日 - 2015年4月10日）は、ドイツ・キール生まれの女優である。

## 来歴
1926年、ドイツのキールに生まれる。ユダヤ系の家系で、母親は女優で父親は保守派のラビだった。1929年、マリナが3歳の頃に一家はアメリカ合衆国のニューヨーク市へ移住する。幼い頃から演劇に興味を持っており、Erwin Piscatorに師事してニューヨークの大学で演劇を学んだ。17歳の時に、後の夫となるジュリアン・ベックと出会い、意気投合した2人は1947年に『The Living Theatre』という劇団を結成する。後に2人は結婚するが、1967年に税金関係の問題から同劇団は解散を余儀なくされる。しかし、拠点をヨーロッパへ移して活動を継続させ、1972年に再びアメリカへ帰国する。ヨーロッパ滞在中のその間もマリナらは活動を続けており、アメリカへ帰国後にマリナは『The Enormous Despair』というタイトルのエッセイも出版している。
1970年代に入ると、マリナ自身映画などへも出演し始め、『狼たちの午後』ではアル・パチーノの母親役を演じた。日本でも1991年に制作された『アダムス・ファミリー』で、アンジェリカ・ヒューストン演じるモーティシアの魔女のような風貌の母親役で知られている。なお、それまでの功績から2012年にはマリナに関するドキュメンタリー映画も製作されており、トライベッカ映画祭において公開された。

## 出演作品

### 映画
- Narcissus (1958)
- The Queen of Sheba Meets the Atom Man (1963)
- Flaming Creatures (1963)
- キャンディ Candy (1968)
- Amore e rabbia (1969)
- Wheel of Ashes (1969)
- 狼たちの午後 Dog Day Afternoon (1975)
- No Picnic (1986)
- ラジオ・デイズ Radio Days (1987)
- アメリカン・ストーリーズ 食事・家族・哲学 The Secret of My Succe$s (1987)
- チャイナ・ガール China Girl (1987)
- Histoires d'Amérique (1989)
- 敵、ある愛の物語 Enemies: A Love Story (1989)
- レナードの朝 Awakenings (1990)
- アダムス・ファミリー The Addams Family (1991)
- Household Saints (1993)
- Men Lie (1994)
- The Deli (1997)
- ミュージック・フロム・アナザールーム Music from Another Room (1998)
- スノーデイ/ 学校お休み大作戦 Snow Days (1999)
- Nothing Really Happens: Memories of Aging Strippers (2003)
- みんな私に恋をする When in Rome (2010)

### テレビドラマ
- The Goldbergs (1954)
- 特捜刑事マイアミ・バイス Miami Vice (1987)
- ザ・シークレット・ハンター The Equalizer (1989)
- Tribeca (1993)
- ER緊急救命室 ER (1996)
- ザ・ソプラノズ 哀愁のマフィア The Sopranos (2006)